# ペロポネソス半島

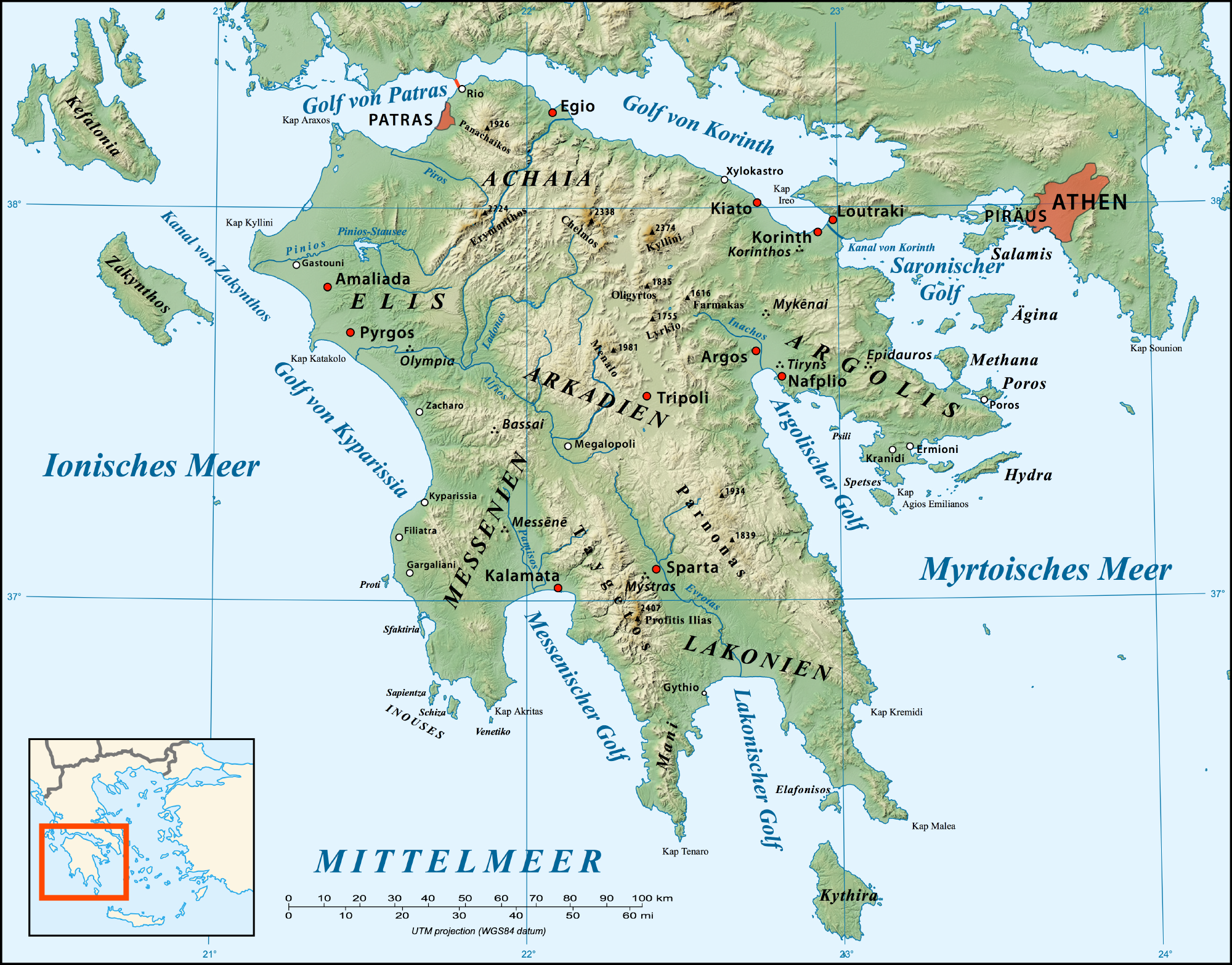
ペロポネソス半島（表記はドイツ語）

ペロポネソス半島（ペロポネソスはんとう、ギリシア語: Πελοπόννησος / Pelopónnisos ; 英語: Peloponnesos）は、ギリシャの大陸部分南端に広がる半島である。ギリシャの「本土」とはコリンティアコス湾およびサロニコス湾で隔てられており、コリントス地峡でつながっている。
「ペロポネソス」は古代ギリシア語での発音（Pelopónnēsos）に由来する表記（長音を表記すれば「ペロポンネーソス」）であり、現代ギリシャ語での発音では「ペロポニソス」となる。このほか「ペロポンネソス」などの表記も用いられる。ヴェネツィア語ではモレア（Morea）と称された。

## 地理
ペロポネソス半島はバルカン半島の最南端部にあたる総面積21,549 km2の半島である。半島北東部で本土とつながるコリントス地峡は、最も短い地点で幅6kmほどしかなく、古来「イストモス」の名で知られる要衝の地であった。1893年にはコリントス運河が開鑿されてコリンティアコス湾およびサロニコス湾を結んだ。これ以後、ペロポネソス半島を「島」とみなすこともできる（現にペロポネソスという言葉は「ペロプスの島」の意である）。アテネオリンピックの開催を控えた2004年には、半島西北部の大都市パトラと対岸のメソロンギを結ぶリオ＝アンディリオ橋が完成し、道路交通の便が向上した。
半島は山がちの内陸部と深く切れ込んだ海岸線からなる。最高点はタイゲトス山塊のHagios Ilias山で標高2,410mである。半島付近には2つの群島が存在する。1つは半島東側に広がるサロニカ諸島で、もう1つは西側のイオニア諸島である。
平野部が少ないため小麦などの栽培には適さないが、肥沃な土地を利用したブドウ、オリーブなどの地中海式農業がさかんである。山羊などを放牧する光景もよく見かける。

### 主要な都市
現代のペロポネソス半島における都市はつぎのとおり。
- パトラ (人口 167,602 )
- コリントス (人口 141,823 )
- カラマタ (人口 57,620 )
- ピルゴス (人口 34,902 )
- トリポリ (人口 28,976 )
- アルゴス (人口 22,500 )
- スパルティ (人口 16,473 )
- ナフプリオ (人口 14,503 )

## 歴史

### 古代
この土地には古くから人が住んでいたが、紀元前2000年頃にギリシア語を話す人々が侵入しミケーネ文明を築いた。紀元前10世紀ころからはスパルタ、オリュンピアをはじめとするポリス（都市国家）が成立したが、中央部のアルカディア地方の山岳地帯ではポリスの形成が遅れた。紀元前431年か
ら紀元前404年にかけてのペロポネソス戦争では、この地のポリスはスパルタを中心としてペロポネソス同盟を組み、アテナイを中心とするデロス同盟に勝利したが、スパルタの衰退とともに同盟諸国も力を失っていき、紀元前2世紀にはローマ帝国の支配下に入る。

### 中世・近世
中世にはいってからはペロポネソス半島はモレアスΜωρέας(桑の葉Μωρέαに由来)とよばれ、ローマ帝国の支配を引き継いだ東ローマ帝国の支配下におかれたが、6世紀から200年ほどスラヴ人に東部沿岸・山岳地帯を除くその大半を占領された。1205年には十字軍の南フランス騎士が半島を征服してアカイア公国を建国し、その一方でヴェネツィア人はピロス、メソニ、コロニなど半島沿岸の港湾都市を占領し拠点として支配した。東ローマ帝国は1262年にアカイア公国からスパルタ近郊のミストラス、モネンヴァシア、マニなど半島南東部を獲得し、ミストラスを中心に半島の再征服に乗り出した。14世紀にはパレオロゴス王朝の皇子が専制公として統治する行政体制、いわゆるモレアス専制公領が発足し、政治・文化的に著しい発展をした。15世紀にはアカイア公国を滅ぼして最盛期を迎えたモレアス専制公領は、1460年のオスマン帝国による侵攻と併合で終焉を迎えた。ヴェネツィアは半島の一部1540年までと、1699年から1718年にかけて支配したが、オスマン帝国による支配はマニ半島における散発的な反乱を除き、揺るがなかった。

### 近代・現代
1821年3月、ギリシャ人たちは各地でオスマン帝国に対して蜂起し、ギリシャ独立戦争が始まった。ペロポネソスでは半島東北部のカラヴリタや半島南部のカラマタなどで反乱の口火が切られ、パトラの府主教が「自由か、さもなくば死か」と訴えた3月25日は今日ギリシャの独立記念日とされている。ペロポネソス半島での反乱は独立戦争の主力となり、半島はさまざまな戦闘や政治の主要な舞台となった。独立戦争における転換点となったのは半島西岸のピュロス沖で戦われたナヴァリノの海戦である。半島東北部に位置するナフプリオには暫定政府が置かれ、ギリシャ王国成立後の1834年にアテネに移るまで「独立ギリシャ最初の首都」であった。
19世紀に入り、農業に基盤をおき経済的に困窮した人々はアテネなどの都市部、またはアメリカ合衆国、オーストラリアなどに移住した。第二次世界大戦と戦後に発生した内戦はペロポネソス半島に大きな被害を与えた。戦時中のゲリラを基にするマルキストと、それに対する政府側の間で残虐な争いが生じた。ギリシャがEUに加盟し、半島内の旅行が解禁された1981年以降には状況は改善されたが、現在でもギリシャ国内における最貧困地域である。政治的にはギリシャ内における最も伝統主義的、保守的な地域であり、右派新民主主義党の基盤となっている。

## 行政区画

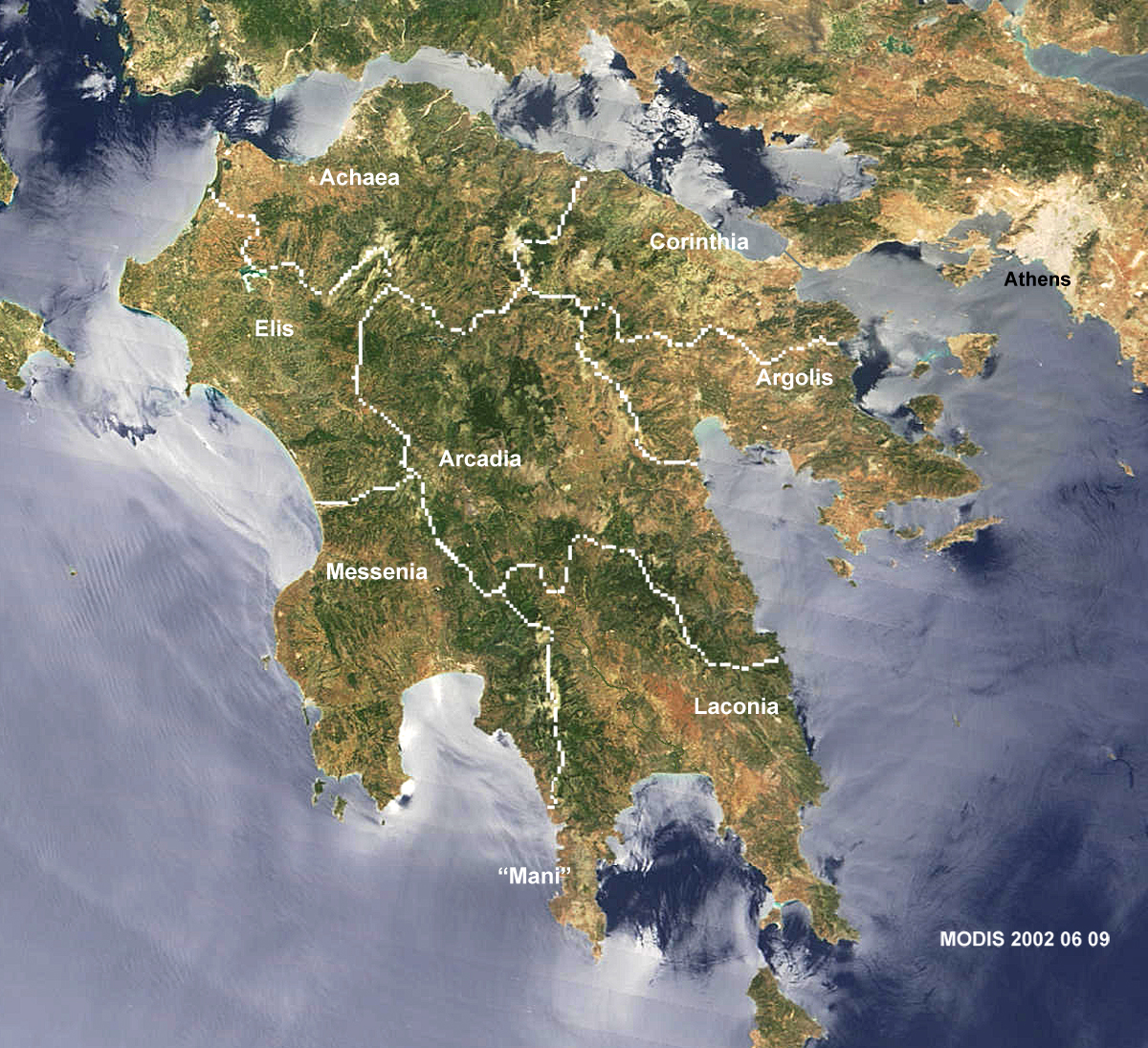
ペロポネソス半島

現在のギリシャ共和国の行政区分において、広域自治体（ペリフェリア、「州」とも訳される）としてのペロポネソス地方は、半島の多くを占めるものの地理的な「ペロポネソス（半島）」とは一致しない。西北部は西ギリシャ地方に属しており、また東北部のトリジナ（古称: トロイゼーン）付近はアッティカ地方に属する。
行政上のペロポネソス地方に属するのは以下の県である。
- アルカディア
- アルゴリス
- コリンティア
- ラコニア
- メシニア

次の2つの県は西ギリシャ地方に属する。
- アカイア
- イリア

## 遺跡など
ペロポネソス半島には青銅器時代、中世における遺跡が数多く存在する。下にあげるのはその一部である。
- エピダウロス (古代の宗教施設、医療の神にちなむ)
- オリンピア (オリンピック発祥の地、世界遺産)
- メシーニ (古代の都市)
- ミストラス (中世におけるペロポネソスの政治、文化の中心地、世界遺産)
- モネンヴァシア (中世期の城塞都市)
- ミケーネ (エーゲ海文明に属する城塞都市)
- テゲア (古代の宗教施設)
- ティリンス (古代の植民都市)